# سار شارپ
سار شارپ (نام علمی: Pholia sharpii) یک گونه سار از تیرهٔ ساران (Sturnidae) است. در بروندی، جمهوری دموکراتیک کنگو، اتیوپی، کنیا، رواندا، سودان جنوبی، سودان، تانزانیا و اوگاندا یافت می‌شود. در سردهٔ Pholia تک‌نماد است.
نام رایج و نام دوجمله‌ای لاتین به یاد جانورشناس بریتانیایی ریچارد باودلر شارپ است.